# Tholymis tillarga
Espèce
Répartition géographique
Statut de conservation UICN

 LC  : Préoccupation mineure
Tholymis tillarga, aussi connue sous le nom de libellule aux ailes nuageuses et à la queue corail, est une espèce de libellules de la famille des Libellulidae. Cette espèce migrante est présente de façon permanente dans les parties humides des zones tropicales. Les individus migrateurs peuvent pénétrer dans les zones désertiques et peuvent potentiellement être trouvés partout. L'espèce est opportuniste et se reproduit dans les piscines, les étangs, les marais, sur les rives des grands lacs, dans les marécages dans la brousse, dans les bois et forêts, ainsi que dans les eaux dormantes des rivières, bassins d'eaux usées artificiels, étangs et réservoirs d'eau. Les adultes sont actifs au crépuscule, durant la nuit et à l'aube, ainsi que durant les petites pluies accompagnées d'une faible luminosité.
L'espèce est présente dans toute l'Afrique hormis dans sa partie nord. En Asie, elle est signalée au Bangladesh, en Birmanie, à Brunei, au Cambodge, en Chine, en Inde, en Indonésie, au Japon, au Laos, en Malaisie, au Népal, au Pakistan, en Papouasie-Nouvelle-Guinée, aux Philippines, à Singapour, au Sri Lanka, à Taïwan, en Thaïlande, au Timor oriental et au Viet Nam. Elle se rencontre également en Océanie : Australie, États fédérés de Micronésie, Guam, Îles Cook, Îles Mariannes du Nord, Îles Salomon, Kiribati, Nouvelle-Calédonie, Palaos, Polynésie française (îles de la Société), Samoa, Samoa américaines.

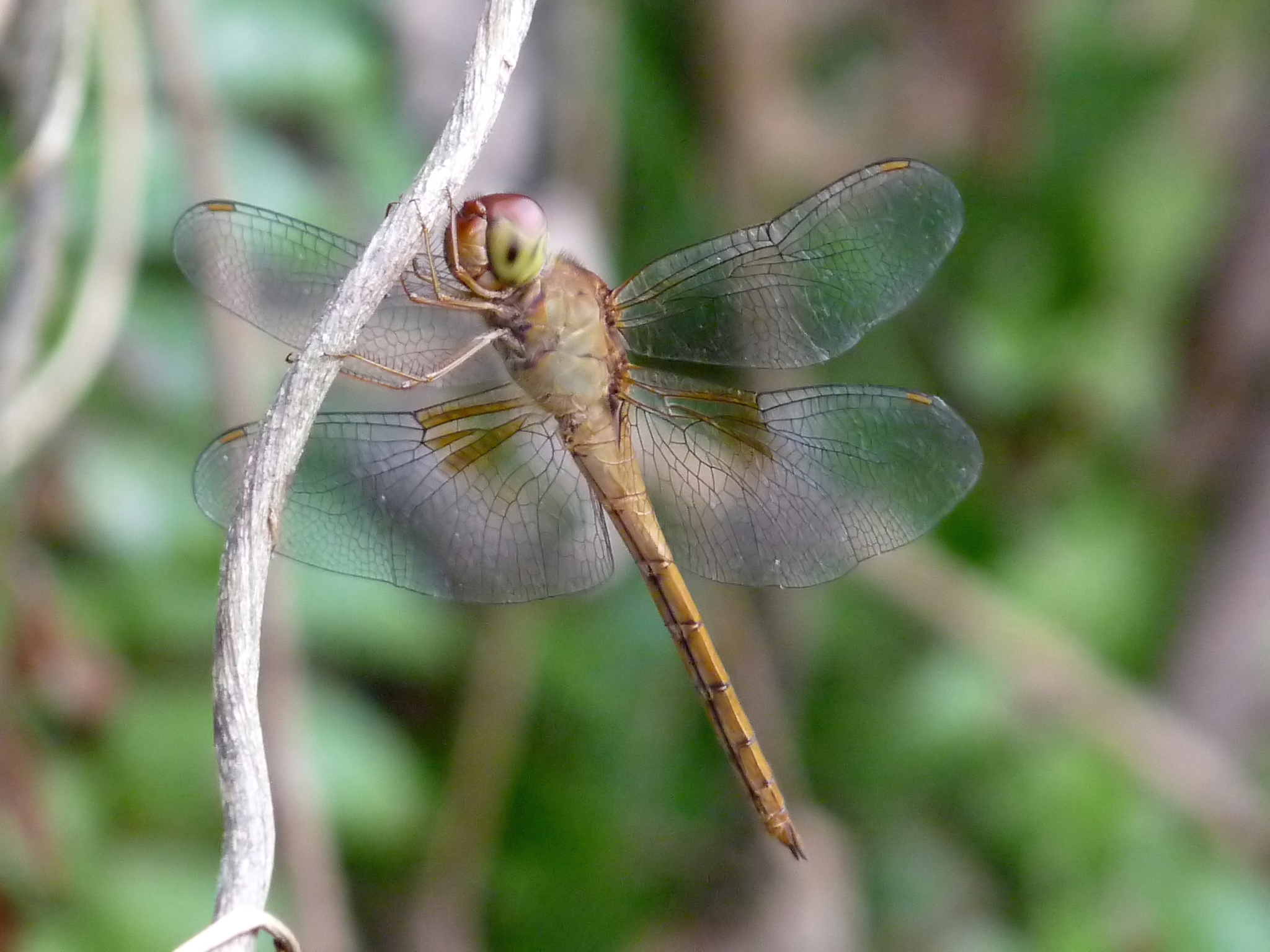
Tholymis tillarga femelle

## Synonymie
- Libellula bimaculata (Desjardins, 1835)
- Libellula pallida (Palisot de Beauvois, 1805)
- Libellula tillarga (Fabricius, 1798)
- Tholymis paratillarga (Singh & Prasad, 1980)